# Маццарани, Андреа
Андреа Маццарини (итал. Andrea Mazzarani; родился 6 ноября 1989 года) — итальянский футболист, полузащитник. Игрок клуба «Катания». Экс-игрок молодёжных сборных Италии.

## Клубная карьера
Андреа Маццарини начал свою карьеру в молодёжном составе римского «Чиско» и оставался в рамках молодёжной структуры клуба до 2007 года. Он стал привлекаться к играм за основную команду в 2007 году и в 2008 году. В 2008 году Андреа перешёл в Удинезе, но не провёл за клуб ни одного матча.